# Resolució 1191 del Consell de Seguretat de les Nacions Unides
La Resolució 1191 del Consell de Seguretat de les Nacions Unides, adoptada per unanimitat el 27 d'agost de 1998 després de reafirmar les resolucions 808 (1993), 827 (1993) i 1166 (1998), i examinar les candidatures per als càrrecs de magistrats del Tribunal Penal Internacional per a l'antiga Iugoslàvia rebudes pel Secretari General Kofi Annan el 4 d'agost de 1998, el Consell va establir una llista de candidats en concordança a l'article 13 de l'Estatut del Tribunal Internacional.
La llista de nominats va ser la següent:
- Mohamed Bennouna (Marroc)
- David Hunt (Austràlia)
- Per-Johan Lindholm (Finlàndia)
- Hugo Aníbal Plans Mansilla (Xile)
- Patrick Robinson (Jamaica)
- Jan Skupinski (Polònia)
- S. W. B. Vadugodapitiya (Sri Lanka)
- Luis València-Rodríguez (Equador)
- Peter H. Wilkitzki (Alemanya)

La Assemblea General després va escollir Mohamed Bennouna, David Hunt i Patrick Robinson per servir a la tercera sala de Tribunal Internacional per a l'antiga Iugoslàvia l'octubre de 1998.